# Герценштейн, Людмила
Людмила Герценштейн (нем. Ludmilla Herzenstein; 6 апреля 1906, Санкт-Петербург — 4 августа 1994, Берлин) — немецкий архитектор. Наряду с Маргарете Шютте-Лихоцки считается ведущей женщиной-архитектором второй половины XX века в германоязычном мире.

## Биография
Родилась в семье инженера-строителя в Санкт-Петербурге. Выросла в Берлине, там же получила архитектурное образование. 
В 1929—1930 гг. стажировалась под руководством эмигрировавшего из России Александра Клейна, затем ассистировала Бруно Тауту в ходе работ по строительству жилого комплекса «Хижина дяди Тома» в районе Целендорф. В 1933 году защитила диплом под руководством Генриха Тессенова.
С 1935 по 1945 год работала в различных архитектурных бюро в Берлине, Ростоке, Гамбурге, Кёнигсберге, Висбадене и Кёнице (Западная Пруссия). В 1937 году была принята в Имперскую палату культуры.
С 1945 года работала в отделе планирования Берлинского магистрата, принимала активное участие в разработке плана восстановления Берлина под руководством Ганса Шаруна. По проекту Герценштейн были построены первые сооружения в рамках этого плана — дома на Карл-Маркс-аллее, выдержанные в немецкой модернистской традиции 1920-х годов. После 1949 года работала в Восточном Берлине, в 1964—1971 гг. главный архитектор района Вайсензее. Опубликовала ряд статей по градостроительному планированию.
Людмиле Герценштейн принадлежит также детская сказка «Любопытный утёнок» (нем. Das neugierige Entlein; 1945), изданная с иллюстрациями Ингеборг Майер-Рай и переиздающаяся по сей день.